# Naomi Smalls
Davis Heppenstall, plus connu sous le nom de scène Naomi Smalls, est une drag queen et personnalité télévisée américaine, principalement connue pour sa participation à la huitième saison de RuPaul's Drag Race et à la quatrième saison de RuPaul's Drag Race All Stars.

## Jeunesse
Davis Heppenstall naît le 8 septembre 1993 à Fresno, en Californie, puis est adopté et grandit à Redlands dans une adelphie de huit frères et trois sœurs,.

## Carrière
Le nom de scène « Naomi Smalls » lui vient de la top model britannique Naomi Campbell et du rappeur américain Biggie Smalls,.

### RuPaul's Drag Race
Le 1er février 2016, Naomi Smalls est annoncée comme l'une des douze candidates de la huitième saison de RuPaul's Drag Race, où elle se place finaliste avec Kim Chi face à Bob The Drag Queen.
Le 8 novembre 2018, Naomi Smalls est annoncée comme l'une des dix candidates de la quatrième saison de RuPaul's Drag Race All Stars, où elle se place finaliste avec Monique Heart face à Monét X Change et Trinity The Tuck.

### Post-Drag Race
Naomi Smalls co-présente avec Kim Chi la web-série M.U.G produite par World of Wonder de 2017 à 2018. 
En février 2018, elle s'entretient avec Cardi B pour le magazine Cosmopolitan,.
Le 16 février 2018, elle lance sa web-série Smalls World sur YouTube, dans laquelle elle documente son quotidien lors de ses tournées nationales,.
En septembre 2019, Naomi Smalls est nommée comme l'une des anciennes candidates de RuPaul's Drag Race à participer au spectacle RuPaul's Drag Race Live! au Flamingo Las Vegas. Le 21 août 2020, l'émission RuPaul's Drag Race Vegas Revue documente les coulisses de la préparation de ce spectacle.

### Musique
Naomi Smalls sort son premier single, Pose, le 16 décembre 2018, après l'avoir présenté lors du premier épisode de la quatrième saison de RuPaul's Drag Race All Stars.
Elle apparaît dans le clip vidéo de la chanson Go Fish de Manila Luzon.

## Polémique
En mai 2017, Naomi reçoit un lynchage de ses fans après avoir fait une blague sur l'attentat du 22 mai 2017 à Manchester sur Twitter. Elle s'est plus tard excusée de son tweet.
En février 2019, elle reçoit une vague de haine sur les réseaux sociaux après son choix d'élimination dans le huitième épisode de la quatrième saison de RuPaul's Drag Race All Stars.